# Contea di Thurston (Washington)
La contea di Thurston (in inglese Thurston County) è una contea dello Stato di Washington, negli Stati Uniti. La popolazione al censimento del 2000 era di 207 355 abitanti. Il capoluogo di contea è Olympia, anche capitale dello Stato.

## Geografia
La contea si trova nella parte orientale dello Stato, a sud dello stretto di Puget.
Nella contea si trova parte delle riserve delle Tribù Confederate dei Chehalis e Nisqually.

### Contee confinanti
- Contea di Pierce - nord-est/est
- Contea di Lewis - sud
- Contea di Grays Harbor - ovest
- Contea di Mason - nord-ovest

## Storia
La contea fu ricavata dalla contea di Lewis nel 1852 e fu chiamata così in onore di Samuel R. Thurston, il primo delegato al Congresso del territorio dell'Oregon. Nell'are abitavano i nativi Nisqually and Squaxon.

## Comuni

### Cities
- Lacey
- Olympia (capoluogo)
- Rainier
- Tenino
- Tumwater
- Yelm

### Town
- Bucoda

### Census-designated places
- Grand Mound
- Nisqually Indian Community
- North Yelm
- Rochester
- Tanglewilde-Thompson Place